# Carlo Gualterio
Carlo Gualterio (Orvieto, 1613 – Roma, 1º gennaio 1673) è stato un cardinale e arcivescovo cattolico italiano.

## Biografia
Nacque a Orvieto nel 1613.
Papa Innocenzo X lo elevò al rango di cardinale nel concistoro del 2 marzo 1654.
Nel marzo 1658 offrì a Panfilo Cesi, docente di lettere nelle scuole pubbliche di varie città, una cattedra nel seminario diocesano di Fermo, ma quest'ultimo, dopo aver chiesto di poter accettare l'offerta del cardinale al Consiglio municipale di Cascia, dovette declinare l'offerta, perché non si era trovato un accordo sul nome del suo successore.
Morì il 1º gennaio 1673.

## Genealogia episcopale e successione apostolica
La genealogia episcopale è:
- Cardinale Guillaume d'Estouteville, O.S.B.Clun.
- Papa Sisto IV
- Papa Giulio II
- Cardinale Raffaele Sansone Riario
- Papa Leone X
- Papa Clemente VII
- Cardinale Antonio Sanseverino, O.S.Io.Hieros.
- Cardinale Giovanni Michele Saraceni
- Papa Pio V
- Cardinale Innico d'Avalos d'Aragona, O.S.Iacobi
- Cardinale Scipione Gonzaga
- Patriarca Fabio Biondi
- Papa Urbano VIII
- Cardinale Girolamo Colonna
- Cardinale Francesco Barberini
- Cardinale Carlo Gualterio

La successione apostolica è:
- Arcivescovo Giannotto Gualterio (1668)